# Fernando-Lara-Preis
Der Fernando-Lara-Preis ist ein Literaturpreis, der jährlich von der José-Manuel-Lara-Stiftung (Sevilla) und dem Verlag Editorial Planeta für einen unveröffentlichten spanischsprachigen Roman verliehen wird. Er ist mit 120.200 Euro dotiert.

## Preisträger
- 1996: Terenci Moix
- 1997: Francisco Umbral
- 1998: Juan Eslava Galán
- 1999: Luis Racionero
- 2000: Ángeles Caso
- 2001: José Carlos Somoza
- 2002: Juan Carlos Arce
- 2003: Zoé Valdés
- 2004: Mercedes Salisachs
- 2005: Antonio Gómez Rufo
- 2006: Fernando Sánchez Dragó
- 2007: Jesús Sánchez Adalid
- 2008: Emilio Calderón
- 2009: Susana Fortes
- 2010:	Javier Reverte
- 2011: Silvia Grijalba
- 2012: Ian Gibson
- 2013: Marta Robles
- 2014: Nativel Preciado
- 2015: Antonio Garrido für El último paraíso
- 2016: Paloma Sánchez-Garnica für Mi recuerdo es más fuerte que tu olvido
- 2017: Sonsoles Ónega für Después del amor todo son palabras
- 2018: Jorge Molist für Canción de sangre y oro
- 2019: Ángela Becerra für Algún día, hoy
- 2020: Gonzalo Giner für La bruma verde
- 2021: Alaitz Lezeaga für Hasta donde termina el mar